# Oh Well
"Oh Well" is een nummer van de Britse band Fleetwood Mac. Het nummer verscheen als single op 26 september 1969. Later dat jaar verscheen het op de Amerikaanse versie van hun studioalbum Then Play On.

## Achtergrond
"Oh Well" is geschreven door zanger en gitarist Peter Green en bestaat uit twee delen, "Part 1" en "Part 2" genaamd. Part 1 is een snel, elektrisch bluesrocknummer met een lengte van 2 minuten en 22 seconden, terwijl Part 2 een instrumentaal nummer is met klassieke invloeden, met een lengte van 5 minuten en 39 seconden. De oorspronkelijke singleversie bestond uit Part 1 en de eerste minuut van Part 2, terwijl de volledige B-kant de rest van Part 2 besloeg.
Part 1 van "Oh Well" begint met een snelle bluesriff door Green, die snel bijval krijgt van gitarist Danny Kirwan en basgitarist John McVie. Hierna volgt een muzikale stilte, enkel onderbroken door de koebel van drummer Mick Fleetwood, voordat Green a capella een couplet zingt. Hierna begint de riff opnieuw en volgt een gitaarsolo door Kirwan. Tijdens een nieuwe stilte wordt het tweede couplet gezongen, gevolgd door dezelfde gitaarriff. Hierna volgt Part 2, bestaand uit een Spaanse akoestische gitaar, een zachte elektrische gitaar, en instrumentale passages gespeeld door de blokfluit, cello en piano. Gitarist Jeremy Spencer speelde de piano, wat zijn enige bijdrage was aan het nummer; Green speelde alle andere instrumenten op Part 2.
In een interview vertelde Green dat hij Part 2 van "Oh Well" als eerste schreef en dat hij de bedoeling had om dit deel uit te brengen op de A-kant van de single. Hij raakte geïnspireerd door een Spaanse gitaar die hij op de radio hoorde. Korte tijd later schreef hij Part 1, dat enkel als B-kantje was bedoeld. Tegen zijn wensen in werd dit echter de A-kant van de single, maar het werd wel een wereldwijde hit. Part 1 is bekend als een van de eerste crossovers tussen bluesrock en heavy metal. Nadat Green de band verliet, werd het tijdens concerten gezongen door andere leden van de band, waaronder Bob Welch, Dave Walker, Lindsey Buckingham, Billy Burnette en Mike Campbell.
"Oh Well" bereikte de tweede plaats in de Britse hitlijsten in november 1969. Het was tevens de eerste single van Fleetwood Mac die in de Amerikaanse Billboard Hot 100 terechtkwam, met een 55e plaats als hoogste notering. In Nederland kwam het op de nummer 1-positie terecht in zowel de Top 40 als de Hilversum 3 Top 30; ook werd het hier uitgeroepen tot de eerste Alarmschijf ooit. In Vlaanderen kwam het tot de vijfde plaats in de Ultratop 50 en in andere Europese landen werd het ook een top 10-hit.
"Oh Well" is gecoverd door onder meer Big Country, Billy Gibbons, Gordon Giltrap, Haim, Joe Jackson, John Parr, Tom Petty and the Heartbreakers, Ratt en Tourniquet. Tevens werd het live gespeeld door onder meer Eels, Jimmy Page met The Black Crowes en Rick Springfield. Een sample van Part 2 werd gesampled door The KLF op hun album Chill Out en de opening van het AC/DC-nummer "Beating Around the Bush" is vrijwel identiek aan dat van "Oh Well". Het nummer werd gebruikt in de televisieseries Doctor Who en Fargo.

## Hitnoteringen

### Nederlandse Top 40
| Hitnotering: 08-11-1969 t/m 17-01-1970 | Hitnotering: 08-11-1969 t/m 17-01-1970 | Hitnotering: 08-11-1969 t/m 17-01-1970 | Hitnotering: 08-11-1969 t/m 17-01-1970 | Hitnotering: 08-11-1969 t/m 17-01-1970 | Hitnotering: 08-11-1969 t/m 17-01-1970 | Hitnotering: 08-11-1969 t/m 17-01-1970 | Hitnotering: 08-11-1969 t/m 17-01-1970 | Hitnotering: 08-11-1969 t/m 17-01-1970 | Hitnotering: 08-11-1969 t/m 17-01-1970 | Hitnotering: 08-11-1969 t/m 17-01-1970 | Hitnotering: 08-11-1969 t/m 17-01-1970 | Hitnotering: 08-11-1969 t/m 17-01-1970 |
| Week                                   | 1                                      | 2                                      | 3                                      | 4                                      | 5                                      | 6                                      | 7                                      | 8                                      | 9                                      | 10                                     | 11                                     |                                        |
| -------------------------------------- | -------------------------------------- | -------------------------------------- | -------------------------------------- | -------------------------------------- | -------------------------------------- | -------------------------------------- | -------------------------------------- | -------------------------------------- | -------------------------------------- | -------------------------------------- | -------------------------------------- | -------------------------------------- |
| Positie                                | 15                                     | 3                                      | 1                                      | 1                                      | 1                                      | 1                                      | 2                                      | 3                                      | 9                                      | 13                                     | 35                                     | uit                                    |

### Hilversum 3 Top 30
| Hitnotering: 08-11-1969 t/m 17-01-1970 | Hitnotering: 08-11-1969 t/m 17-01-1970 | Hitnotering: 08-11-1969 t/m 17-01-1970 | Hitnotering: 08-11-1969 t/m 17-01-1970 | Hitnotering: 08-11-1969 t/m 17-01-1970 | Hitnotering: 08-11-1969 t/m 17-01-1970 | Hitnotering: 08-11-1969 t/m 17-01-1970 | Hitnotering: 08-11-1969 t/m 17-01-1970 | Hitnotering: 08-11-1969 t/m 17-01-1970 | Hitnotering: 08-11-1969 t/m 17-01-1970 | Hitnotering: 08-11-1969 t/m 17-01-1970 | Hitnotering: 08-11-1969 t/m 17-01-1970 | Hitnotering: 08-11-1969 t/m 17-01-1970 |
| Week                                   | 1                                      | 2                                      | 3                                      | 4                                      | 5                                      | 6                                      | 7                                      | 8                                      | 9                                      | 10                                     | 11                                     |                                        |
| -------------------------------------- | -------------------------------------- | -------------------------------------- | -------------------------------------- | -------------------------------------- | -------------------------------------- | -------------------------------------- | -------------------------------------- | -------------------------------------- | -------------------------------------- | -------------------------------------- | -------------------------------------- | -------------------------------------- |
| Positie                                | 20                                     | 5                                      | 1                                      | 1                                      | 1                                      | 1                                      | 2                                      | 3                                      | 8                                      | 13                                     | 25                                     | uit                                    |

### NPO Radio 2 Top 2000
| Nummer met noteringen in de NPO Radio 2 Top 2000 | '99 | '00 | '01 | '02 | '03 | '04 | '05 | '06 | '07 | '08 | '09 | '10 | '11 | '12 | '13 | '14 | '15 | '16  | '17  | '18  | '19  | '20  | '21  | '22  | '23  | '24  |
| ------------------------------------------------ | --- | --- | --- | --- | --- | --- | --- | --- | --- | --- | --- | --- | --- | --- | --- | --- | --- | ---- | ---- | ---- | ---- | ---- | ---- | ---- | ---- | ---- |
| Oh Well                                          | 261 | 206 | 270 | 261 | 421 | 275 | 390 | 471 | 557 | 411 | 398 | 472 | 488 | 636 | 500 | 610 | 848 | 1192 | 1038 | 1140 | 1068 | 1113 | 1228 | 1046 | 1254 | 1395 |

1. ↑  Een vetgedrukt getal geeft de hoogste notering aan.